# La torre in ostaggio
La torre in ostaggio (The Hostage Tower) è un romanzo thriller d'azione del 1980 scritto da Alistair MacLean e John Denis.

## Trama
Mr. Smith è perseguitata da Malcolm Philpott , il capo di un'organizzazione internazionale per la pace UNACO. Smith decide di mettere insieme una squadra per una furto. La squadra include l'esperto di armi Mike Graham (ex CIA) e i ladri Sabrina e Clarence. Sabrina e Clarence lavorano segretamente per Philpott. Il signor Smith rapisce la madre del Presidente degli Stati Uniti, prendendo in ostaggio anche l’interra Torre Eiffel. Il signor Smith chiede un riscatto di 30 milioni di dollari senza il quale farà saltare in aria la torre e la madre del presidente. La torre è protetta da quattro laser ad alta potenza che spareranno a chiunque entri senza un dispositivo di protezione. Con una scalata milto azzardata, Clarence riesce a far evadere la madre del presidente e Philpott riusce ad arrestare Mr Smith, durante la fuga.

## Opere derivate
- Dal romanzo è stato tratto il film La torre degli ostaggi (The Hostage Tower) di Claudio Guzmán 1980.[1]

## Personaggi
- Mr. Smith: non meglio definito criminale
- Claude: segratrio di Mr. Smith
- Leah: amante di Mr, Smith
- Mike Graham: organizzatore di attività illecite
- Sabrina Carver: ladra professionista
- Clarence Wilkins Whitlock: ladro professionista, conosciuto nell'ambiente criminale come l'Uomoragno nero
- Malcolm Philpott: Capo dell’UNACO
- Sonya Kolchinski: vice di Philpott

## Edizione
Alistair MacLean, La torre in ostaggio, Milano Cles, Sonzogno, 1980  [1980],  pp. 190a.